# Projekt Ballhausplatz (Film)
Projekt Ballhausplatz, Untertitel Aufstieg und Fall des Sebastian Kurz, ist ein österreichischer Dokumentarfilm aus dem Jahr 2023 von Kurt Langbein. Premiere war am 13. September 2023 im Wiener Gartenbaukino, der österreichische Kinostart am 21. September 2023. Am 22. Jänner 2024 wurde der Film auf Joyn veröffentlicht.

## Inhalt
Der Film behandelt die politische Karriere von Sebastian Kurz, vom Wahlkampf zur Landtags- und Gemeinderatswahl in Wien 2010, über die weiteren Stationen als Integrationsstaatssekretär, Außenminister, Bundesparteiobmann der Österreichischen Volkspartei (ÖVP) sowie ab 2017 Bundeskanzler der Republik Österreich.
Die Strategie zur Erreichung der Kanzlerschaft wurde als Projekt Ballhausplatz, benannt nach dem Ballhausplatz vor dem österreichischen Bundeskanzleramt, bekannt.
Regisseur Kurt Langbein dokumentiert anhand von Erzählungen von Wegbegleitern und einer Collage aus Video- und Filmarchiven, wie eine Gruppe um Kurz, genannt die Prätorianer, wichtige Positionen der Republik besetzen konnten und wie die Ibiza-Affäre und schließlich die ÖVP-Korruptionsaffäre zum Rückzug von Kurz aus der Politik führte.

## Protagonisten
- Sebastian Kurz[7]
- Gerald Fleischmann
- Stefan Steiner
- Thomas Schmid
- Gernot Blümel

Mit Kommentaren von
- Peko Baxant
- Helmut Brandstätter
- Julian Hessenthaler
- Gerald Knaus
- Martin Kreutner
- Stephanie Krisper
- Matthias Strolz
- Barbara Tóth
- Paul Tesarek

## Kontroverse
Im Wiener Gemeinderat richtete Laura Sachslehner (ÖVP) eine Anfrage an Kulturstadträtin Veronica Kaup-Hasler (SPÖ), in der sie sich nach den Kriterien für die Subvention unter anderem durch den Filmfonds Wien erkundigte. In ihre Anfrage bezeichnete sie den Film als „Produktion, welche unter dem Deckmantel Dokumentarfilm angeblich über die politische Laufbahn von Sebastian Kurz berichtet und gleichzeitig mit Steuergeldern auf die Denunziation einer demokratisch legitimierten Partei abzielt“.

## Produktion und Hintergrund
Die Dreharbeiten fanden an 30 Drehtagen von März bis Juni 2023 in Wien und Niederösterreich statt. Produziert wurde der Film von der Langbein & Partner Media GmbH & Co KG (Produzent Kurt Langbein). Unterstützt wurde der Film vom Österreichischen Filminstitut und vom Filmfonds Wien, beteiligt war der Österreichische Rundfunk.
Die Kamera führte Christian Roth, die Montage verantwortete Alexandra Wedenig. Die Musik schrieb Paul Gallister, den Ton gestalteten Armin Koch, Martin Kadlez, Josef Umschaid und Bernhard Koeper.
Kurz – Der Film
Am 8. September 2023 kam eine weitere Dokumentation mit dem Titel Kurz – Der Film in die österreichischen Kinos. Diese ist eine Produktion der deutschen Opus-R und der österreichischen Pongo Film unter der Regie von Sascha Köllnreitner, unter anderem mit Interviews mit Elisabeth Köstinger, Wolfgang Schüssel, Michael Spindelegger und Andreas Khol sowie Arnold Schwarzenegger und Christian Kern. Kern, Matthias Strolz und Stephanie Krisper kritisierten, vorab nicht richtig über das Projekt informiert worden zu sein. Produzent Michael Reisch, ehemaliger Leiter des Filmfestivals in Kitzbühel, ist Mitglied des Tiroler Wirtschaftsbundes.
Sebastian Kurz – the truth
Mit Sebastian Kurz – the truth von Kurz-Biografin Judith Grohmann und Regisseur Jakov Sedlar wurde im September 2023 ein dritter Film über Sebastian Kurz angekündigt.

## Rezeption
Jan Michael Marchart meinte auf DerStandard.at, dass der Film in Summe kein investigativer Beitrag sei. In seiner Gesamtheit zeige er aber, was speziell in den eineinhalb Jahren der türkis-blauen Bundesregierung alles möglich war.
Max Miller kritisierte auf profil.at, dass dem Ex-Kanzler positiv gestimmte Stimmen fehlen würden. Das sei nicht allein die Schuld des Regisseurs, gegen Ende des Filmes ist eine lange Reihe an Absagen zu lesen. Neben Kurz selbst stand offenbar die erste Reihe der Volkspartei nicht für ein Gespräch zur Verfügung, ebenso wenig wie Kurz-Biograf Paul Ronzheimer. Für ein runderes Bild fehlten auch Gespräche mit dem grünen Koalitionspartner sowie die Corona-Politik.
Die Programmzeitschrift TV-Media bewertete den Film mit zwei von vier Punkten und nannte als Stärke der Dokumentation die Verdichtung von 13 Jahre Berichterstattung auf 90 Minuten. Allerdings werde kaum Neues geboten, es bleibe die Zusammenfassung einer seltsamen, nicht aufgearbeiteten Ära.
Am Startwochenende verzeichnete der Film rund 5000 Kinobesucher. Laut Filmverleih erreichte der Film in der ersten Spielwoche 7340 zahlende Besucher.
Silvia Hallensleben vergab auf epd-film.de drei von fünf Sternen. Die Zitate und Einblendungen forderten vom Kinopublikum sportliches Lesetempo. Ehemalige Partner und Kontrahenten erklärten plausibel und anschaulich, wenn auch nicht besonders pointiert, das Komplott aus Marketingstrategien, Intrigen und vorausschauender Infiltration der Verwaltung. Das dürfte hochaktuell bleiben. Die Einspieler von NATO-Stacheldraht und Flüchtlings-Trecks hätte sich der Film allerdings sparen sollen.